# .zw
‎.zw‏ دامنه اینترنتی کشور زیمبابوه است.